# 彰化市歷史年表

## 荷西、明鄭
| 西元 | 年號       | 大事紀 |
| 1644 | －         | 9月22日，荷軍上尉Piter Boon率兵攻打半線，原住民以火攻逐退。 |
| 1645 | －         | 1月22日，荷軍再攻半線一帶，從此西部平原平埔族歸順。 |
| 1661 | 明永曆15年 | 鄭成功攻佔台灣，實施郡縣制，本市隸屬天興縣。 11月，鄭成功巡視番社，途經新港、目加溜灣、蕭壟、麻豆、大目降、大武壟、他里霧、半線各處踏勘而回。                      |
| 1664 | 永曆18年   | 鄭經嗣立，改縣為州。本市改隸天興州轄域。 |
| 1666 | 永曆20年   | 明鄭設北部安撫司於半線，由武平侯劉國軒率兵進駐，平北部諸番，行屯田制，為明鄭入墾之始，並為漢人勢力奠基之開端。（鄭經提陞劉國軒為右武衛，率師駐半線平北路諸土番。） |

## 清領時期
| 西元 | 年號       | 大事紀 |
| 1683 | 清康熙22年 | 6月11日，施琅率清軍攻台。 8月16日，鄭克塽出降，明正朔亡。 |
| 1684 | 康熙23年   | 台灣納入清版圖，全台設一府三縣，本市歸屬諸羅縣管轄。 |
| 1697 | 康熙36年   | 郁永河途經半線，記錄見聞。 |
| 1717 | 康熙56年   | 周鍾瑄、陳夢林撰修完成《諸羅縣志》。 |
| 1718 | 康熙57年   | 阿束社因大肚溪水患，遷往本市番社口。 |
| 1719 | 康熙58年   | 施世榜築八堡圳。 |
| 1721 | 康熙60年   | 黃仕卿築十五庄圳。（八堡二圳） 朱一貴亂起，淡水營守備陳策引兵南下，抵半線以禦。 |
| 1722 | 康熙61年   | 朱一貴在今高雄市內門區聚眾反清。 |
| 1723 | 清雍正元年 | 設彰化縣，分諸羅北地百里，南起虎尾溪，北抵大甲溪為界，設縣治名曰「彰化」，為彰顯皇化之意。 |
| 1724 | 雍正2年    | 建開化寺於邑之北門，祀觀音，又稱「觀音亭」。 |
| 1726 | 雍正4年    | 建彰化縣儒學學宮，後為文廟。 |
| 1728 | 雍正6年    | 知縣湯啟聲建彰化縣署，創義學。（即後之白沙書院） |
| 1731 | 雍正9年    | 清政府設治於彰化。 |
| 1732 | 雍正10年   | 大甲社番聯吞霄、沙轆社等十餘社，乘吳福生亂（前一年乘南路守兵馳北討番之虛，率眾攻埤頭），圍攻彰化，施被平。建亭於定軍山，曰鎮番亭。 |
| 1734 | 雍正12年   | 彰化縣治植竹為城，知縣秦士望等，效諸羅縣於邑之四圍，植莿竹為城垣，東西南北建四城門。 |
| 1738 | 清乾隆3年  | 彰化南瑤宮設立。 彰化水災。 |
| 1740 | 乾隆5年    | 修彰化縣署。 |
| 1745 | 乾隆10年   | 淡水同知曾曰瑛於彰化文廟之左建白沙書院。（原址為縣義學） |
| 1748 | 乾隆13年   | 彰化大雨水。 |
| 1750 | 乾隆15年   | 7月，大雨水，台灣田園沖毀百餘甲，鳳山、諸羅、彰化等縣農作物亦多被損。 |
| 1753 | 乾隆18年   | 彰化縣儒學學宮增建櫺星門。 |
| 1754 | 乾隆19年   | 9月，彰化大風雨，損毀民屋不計其數，農作損失嚴重。 10月，彰化發生颶風。 |
| 1758 | 乾隆23年   | 3月，陝西臨潼進士張世珍調任彰化知縣，營學宮，鑿泮池，並修學署書院明倫堂。 7月，諸羅、彰化等縣大旱。 |
| 1759 | 乾隆24年   | 於明倫堂古建白沙書院，後又改建，27年重修。 |
| 1762 | 乾隆27年   | 建定光廟於邑之內，祀定光古佛。 |
| 1763 | 乾隆28年   | 建彰化元清觀。 |
| 1782 | 乾隆47年   | 彰化莿桐腳庄發生漳泉人分類大械鬥，蔓延數十村落。彰化有分類械鬥自此始。 |
| 1786 | 乾隆51年   | 林爽文之役佔據彰化縣署，以縣署為盟主府，彰化縣署毀，彰化知縣俞峻到任。 |
| 1787 | 乾隆52年   | 11月4日，福康安與林爽文軍戰於八卦山。 正月，林爽文南下政府城，北庄粵監生李安善遂復彰化，林爽文克諸羅後回軍再破彰化。 |
| 1788 | 乾隆53年   | 重建彰化縣署。 |
| 1789 | 乾隆54年   | 4月，彰化大旱。 |
| 1793 | 乾隆58年   | 吳光彩重建天地會。 |
| 1794 | 乾隆59年   | 10月，彰化大風。 |
| 1795 | 乾隆60年   | 陳周全事變，3月14日攻入彰化縣城。17日率軍攻犁頭店巡檢署，晚紮營柴坑仔庄，田中央庄武生林國泰率領鄉民擊之，死傷過半，棄城而去，彰化城遂復。 11月初旬，總兵柴大紀巡視縣邑。(此段似有誤植，柴總兵應於林爽文之變後為福康安奏誅，事隔10年，為何還能巡視彰邑?) |
| 1798 | 清嘉慶3年  | 胡應魁建太極亭於縣署後，以邑之主山定名曰八卦山，原稱望山，一名定軍山。上有鎮番亭，為陳周全之亂所毀，為邑治八景之一，後稱定寨望洋。縣署後建太極亭，又建媽祖宮。                                                                                          |
| 1801 | 嘉慶6年    | 6月，彰化大風。 |
| 1802 | 嘉慶7年    | 移彰化武廟於理番同知署舊址。 |
| 1804 | 嘉慶9年    | 彰化平埔族阿束社等由潘賢文率領，遷往蛤仔難。 |
| 1811 | 嘉慶16年   | 4月，彰化大旱。 彰化知縣楊桂森創建主靜書院於縣治。 邑之縣紳王松等籌款建城垣（改為磚城），又築寨於八卦山上，稱定寨。 知縣楊桂森重修太極亭，改稱豐樂亭，為八景之一，稱豐亭坐月。                                                                          |
| 1815 | 嘉慶20年   | 改建文昌祠及白沙書院。 彰化城築成，周圍922丈，高半丈，雉堞783垛，垛高3尺，設四門，東曰樂耕、西曰慶豐、南曰宣平、北曰拱辰，設砲台十二，堆房十六。 |
| 1817 | 嘉慶22年   | 3月，建慶安宮於東門，祀保生大帝。 |
| 1826 | 清道光6年  | 4月，彰化閩粵居民分類械鬥，蔓延數十莊社，粵人弱，多竄南庄，11月械鬥才平。 邑人曾維楨中進士。 |
| 1827 | 道光7年    | 邑人曾維楨為台灣翰林第一人。 |
| 1830 | 道光10年   | 撰《彰化縣志》。 |
| 1832 | 道光12年   | 周璽撰成《彰化縣志》。當時已有27個灌溉埤圳，以八堡圳規模最大。 |
| 1862 | 清同治元年 | 春，彰化知縣高廷鏡免職，江蘇常州人雷以鎮繼之。 台中四張犁戴潮春（萬生）發難。3月29日，攻陷彰化縣城，自稱大元帥，設應天局於白沙書院，置賓賢館禮待縉紳。                                                                                                  |
| 1863 | 同治2年    | 11月3日，林占梅攻彰化南門，彰化總兵曾玉明破北門而入，收復彰化城。 |
| 1864 | 同治3年    | 張三顯以獻春之功賞薄，突以眾圍彰治，陳九母等應之，3月27日，擁眾三千，據八卦山及市仔尾，官兵援至，眾潰。 |
| 1871 | 同治10年   | 修築彰化孔廟。 |
| 1885 | 清光緒11年 | 台灣建省。 |
| 1886 | 光緒12年   | 10月31日，英國基督教長老教會宣教師蘭大衛在本市西門街成立彰化教會，展開台灣中部的傳道與醫療工作。 |
| 1887 | 光緒13年   | 台灣改建行省，大幅調整行政區，劃分三府、一直轄州、十一縣三廰。 |
| 1888 | 光緒14年   | 9月，埔鹽浸水莊人施九緞因抗議土地清丈人員不公，恐嚇脅迫百姓，率眾舉事，圍攻彰化縣城。 台灣巡撫劉銘傳設舖遞，彰化正站成立。 陸路電線由台南經彰化達台北，接通設電報站。                                                                                   |
| 1889 | 光緒15年   | 社會運動先驅王敏川誕生於彰化街。 |
| 1894 | 光緒20年   | 賴和誕生於本市市仔尾。 彰化李清琦中進士，再中翰林。 |

## 日治時期
| 西元 | 年號     | 大事紀 |
| 1895 | 明治28年 | 8月24日，制定民政支部及出張所規程。 8月26日，日軍侵入彰化，攻入八卦山，吳湯興、徐驤拒戰，戰況激烈。 9月28日8時，彰化城淪陷，吳湯興、吳彭年死於此役。 9月1日，第六野戰郵便局成立。（原光復路郵便局對面） 10月10日，在彰化設置台灣民政支部，並設置警察署。 12月5日，台灣民政支部由彰化移轉至東大墩。 台灣民主國成立，彰化知縣丁並嵩設籌防總局在彰化白沙書局。 於彰化設出張所，隸屬台中縣。 英國長老教會宣教醫生蘭大衛蒞彰化市傳教。 |
| 1896 | 明治29年 | 2月14日，改修台中為起點，經彰化、嘉義、台南、鳳山至打狗（高雄）的道路。 9月17日，台中縣鹿港支廳移至彰化，改稱彰化支廳。 11月29日，蘭大衛醫生正式以彰化教會禮拜堂，展開醫療傳道志業。 |
| 1897 | 明治30年 | 5月27日，修正公佈「台灣總督府地方機關組織規程」，全台劃為六縣三廳，本市屬台中縣彰化支廳所轄。 彰化基督教醫院成立。 台灣總督府地方官制將全台設六縣三廳，縣廳下設辦務署（即總督府、縣廳、辦務署三級制）。 |
| 1898 | 明治31年 | 3月10日，簡大獅等人襲擊彰化憲兵屯所。 3月25日，中部地區的彰化、鹿港發生黑死病，蔓延全島。 4月10日，台中縣公醫會議在彰化召開。 8月6日至8月8日，暴風雨襲擊中北部，各地災情慘重，台中縣死亡95人，城內房屋被沖40戶，縣廳、郵局、兵營破損嚴重。 8月31日，公佈總督府保甲條例及施行規則。 9月21日，台灣協會成立。 10月1日，施行台灣公學校令。                                                                                            |
| 1899 | 明治32年 | 4月9日，於彰化召開饗老典。 彰化醫館（基督教長老教會）新建院舍完成。 |
| 1900 | 明治33年 | 彰化街戶數2998戶，人口13173人。 |
| 1901 | 明治34年 | 8月2日，中部地區暴風雨。 10月26日，公佈臨時台灣舊慣調查會規則。 11月11日，地方官制改正，廢縣及辦務署，設20廳，本市屬彰化廳轄下。曹洞宗彰化布教所移至台中富貴街。 |
| 1902 | 明治35年 | 1月25日，台中地方法院由彰化移至臺中。 10月21日，烏日、彰化之間的輕便鐵路開通。 |
| 1903 | 明治36年 | 12月5日，彰化吳德功、楊吉臣等，於兒玉總督至彰化時表達設置中等學校之希望。 |
| 1904 | 明治37年 | 11月10日，公佈台灣地租規則，自本年下半期開徵。 |
| 1905 | 明治38年 | 3月26日，開通彰化、二水之間的鐵路線。彰化、茄苳腳車站開始設置。 5月29日，設置總督府臨時台灣戶口調查部。 8月22日，大肚溪鐵橋完成，試車。 9月，發佈保甲令。 10月1日，實施全島戶口調查。彰化銀行設立，開始營業。 |
| 1906 | 明治39年 | 6月13日，公佈台灣彩票發行律令 9月6日，公佈台灣彩票施行細則。 12月26日，公佈戶口規則、戶口調查規程。 樹立彰化市區改正計劃。 豐原、彰化段鐵路完成。 |
| 1907 | 明治40年 | 5月26日，彰化銀行新築行舍落成。 7月25日，彰化市自來水工程變更設計核准。 基督教彰化醫館正式命名為「英立彰化基督教醫院」。 |
| 1908 | 明治41年 | 1月10日，中部台灣日報改稱台灣新聞。 4月10日，八堡埤圳擴張工程完竣。 4月，基隆、高雄間縱貫鐵路全線通車。 5月27日，台中、彰化、南投廳的公埤圳連合會成立（即後來之水利組合）。 彰化街內數十個池沼相繼掩埋，實施地下水道工程，以改善衛生。 |
| 1909 | 明治42年 | 10月5日，公佈保甲條例改正。 10月25日，總督府地方官制改正，統合20廳為12廳。彰化廳併入台中廳，設彰化支廳。 南門市場落成。 |
| 1910 | 明治43年 | 6月12日，彰化銀行總行移至台中，彰化改分行。 |
| 1911 | 明治44年 | 3月21日，彰化＝台中列入供電區。 9月19日，和美至彰化貨運通車。 慈惠醫院落成。 |
| 1912 | 大正元年 | 1月1日，中華民國成立。 6月2日，彰化支廳廳舍落成。 7月30日，日明治天皇崩，明治時代結束。 9月17日，中部地區暴風雨來襲，鐵路中斷，本市建物受創嚴重。 11月20日，新高糖廠快官線通車。 12月1日，基隆、打狗間夜車通車。 彰化、鹿港通車。 |
| 1913 | 大正2年  | 12月20日，阿猴、九曲堂之間鐵路通車，台灣縱貫線完工。 |
| 1914 | 大正3年  | 6月30日，颱風來襲，災情慘重。 |
| 1915 | 大正4年  | 2月3日，公佈台灣公立中學校官制。 4月3日，自來水廠落成。 9月5日，彰化至石頭埔通車。 |
| 1916 | 大正5年  | 8月15日，中部地區發生強烈地震，台中廳下災情慘重。 8月20日，中埔仔設車站。 11月15日，台中廳下強震。 |
| 1917 | 大正6年  | 1月29日，天理教兵神教會彰化佈教所移轉至台中。 12月18日，公佈台灣新聞紙令。 |
| 1918 | 大正7年  | 6月26日，公佈台灣違警令，10年前公佈的警察違警令廢止。 10月，台灣各地惡性感冒大流行。 |
| 1919 | 大正8年  | 1月4日，公佈台灣教育令，台灣人子弟教育制度系統化。 5月27日，彰化女子高等普通學校成立（即彰化高等女學校）。 |
| 1920 | 大正9年  | 6月5日，全島大地震，家屋全毀者百餘戶，死者24人。 7月27日，地方官制改正，廢廳設州（五州二廳三市47郡），台中廳、南投廳合併為台中州，本市屬台中州管轄。 8月1日，公佈台灣所得稅令。 9月1日，廢街庄，實施新制度。 9月3日，暴風雨來襲，全島損失慘重。 10月1日，實施第一回國勢調查。 彰化崇文社成立。 |
| 1921 | 大正10年 | 2月13日，彰化慈惠醫院移至台中，改稱台中慈惠醫院。 4月28日，廢除苔刑處分令。 10月17日，台灣文化協會成立，林獻堂任總理。 12月11日，公佈台灣正米市場規則。 12月28日，公佈台灣水利組合令。 |
| 1922 | 大正11年 | 2月6日，公佈新台灣教育令。 7月1日，實施酒類專賣。設置酒煙草專賣局台中支局。 10月10日，鐵路海線通車。 12月29日，公佈治安警察法。 彰化扇形車庫建成（今成台灣唯一）。 彰化八卦山能久親王碑，「王」字遺失。 |
| 1923 | 大正12年 | 12月16日，中部青果同業組合和南投青果同業組合合併，區域擴充至台中州全域。 |
| 1924 | 大正13年 | 6月1日，台灣日日新報、晚報發行。 6月26日，彰化聞人吳德功去世。 6月30日，公佈台灣度量衡規則，施行米制法與內地統一。 |
| 1925 | 大正14年 | 5月1日，王田至彰化之間鐵路開始營業。 10月1日，實施第二回國勢調查。 |
| 1926 | 昭和元年 | 12月25日，大正天皇崩逝，大正時代結束。 日人對全台各街庄漢人祖籍別做粗略調查。 |
| 1927 | 昭和2年  | 彰化自來水工程落成儀式。 |
| 1928 | 昭和3年  | 4月15日，謝雪紅等在上海組織台灣共產黨。 |
| 1933 | 昭和8年  | 本市實施市制，彰化街合併大竹、南郭庄改陞為市。 大規模進行市區改正計劃。 |
| 1936 | 昭和11年 | 3月6日，蘭大衛大婦退休返國，總督府評議員李崇禮、彰化郡守、日本政府高級官員及千名民眾，齊聚彰化火車站送行。 |
| 1939 | 昭和14年 | 彰化商業學校創立。 |
| 1942 | 昭和17年 | 彰化中學成立。 |
| 1944 | 昭和19年 | 彰化工業學校成立。 |

## 戰後時期
| 西元 | 年號     | 大事紀 |
| 1945 | 民國34年 | 4月7日，盟軍美機轟炸彰化等地區。 8月15日，日皇無條件投降，結束第二次世界大戰，中華民國接管臺灣。 11月，長官公署決定八縣九市制，本市改為省轄市，派韋淡明為首任市長，未及兼旬，因事去職，改派王一麐繼任。 11月3日，彰化民眾代表團謁見行政長官陳儀。 本市由台中州接管委員會接收，派石錫勳暫攝市政。 彰化普通郵電局成立。 |
| 1946 | 民國35年 | 3月15日，本市下轄彰南、彰西、彰北、大竹四區公所正式成立。 10月18日，選舉本市四區區長、副區長。 |
| 1947 | 民國36年 | 2月28日，因緝煙，引發群眾騷動，發生「二二八事件」。 4月22日，行政院會決定撤銷台灣省行政長官公署，改制為台灣省政府，並任命魏道明為台灣省政府委員兼主席。 5月16日，台灣省政府成立，主席魏道明就任視事。 本市成立二二八事件善後委員會。 濁水溪洪水氾濫。 |
| 1949 | 民國38年 | 1月5日，新任省府主席陳誠到職視事。 3月1日，全省行政會議決定徹底實行「三七五減租」。 6月6日，大肚溪雙線鐵橋舉行通車典禮。 |
| 1950 | 民國39年 | 8月16日，行政院第145次會議修正通過，核定全省劃分為16縣五市，並飭由台灣省府於9月8日將台灣省各縣市行政區域調整方案公佈施行。 10月，實行台灣省縣市行政區域調整方案，行政區域重新劃分，改彰化市政府為縣政府，原市轄各區公所（彰西、彰北、彰南、大竹四區）隸屬縣府。 |
| 1951 | 民國40年 | 5月14日，彰化大雨。 5月18日，中南部四縣市洪水氾濫，草嶺潭堰沖潰，濁水溪橋淹沒。 7月6日，省府委員會議通過彰化縣設置縣轄市，並通過市公所組織通則。 10月31日，彰化縣各界在民眾廣場舉行慶祝總統65華誕大會，會後奉獻總統祝壽T6型彰化號機，在空中盤旋。晚上有萬人火炬繞市大遊行。 11月23日，市公所成立籌委會，第一次會議在縣府召開，通過市公所定12月1日成立，所址設於縣黨部。省民政廳長官蒞臨彰化督導市公所成立事宜。 11月24日，舉行市公所成立座談會。成立彰化市區檢肅匪諜宣傳隊。 11月30日，各區公所奉令合併成立彰化市公所而為縣轄市，由縣府派民政局局長張朝邦兼任市長，並同時公佈市民代表選舉辦法。 12月9日，市民代表候選人登記截止，計57人登記。 12月15日，中華國術進修會彰化分會，紀念成立週年，假彰化戲院舉行摔角拳擊比賽。 12月20日，舉行戶口總校正。 12月30日，分12選區，選出市民代表24人。 |
| 1952 | 民國41年 | 1月17日，成立市長選舉事務所，辦理選舉事宜。 1月20日，市民代表會成立，林炳煌當選主席。 2月17日，舉行市長選舉投票，無人當選，依法以得票較多的前兩名舉行二次投票，結果杜錫圭當選。 3月15日，市長就職，但因選舉發生糾紛，法院判決當選無效，復於7月27日重新舉行投票，共7人角逐，結果杜錫圭以9037票當選本市首任民選市長，並於8月15日就職視事。 12月25日，本市新選出之86名里長假中山堂舉行聯合就職典禮。 |
| 1954 | 民國43年 | 1月21日，第二屆市民代表會成立，代表26名，推舉林炳煌為主席。 1月，彰化市水肥處理委員會成立。 4月1日，市公所就地改建。 8月15日，彰化市第二屆市長杜錫圭就職。 |
| 1955 | 民國44年 | 本市西門大排水溝開工。 奉令成立市民防團。 奉令由市公所正式接管南瑤宮廟務及廟產。 |
| 1956 | 民國45年 | 1月21日，第三屆市民代表會成立，代表29名，林炳煌蟬聯主席。 3月31日，委託本市建築信用合作社，興建市民國民住宅動工。 彰化縣總工會大廈落成。 彰化基督教醫院大廈落成。 |
| 1957 | 民國46年 | 7月，開辦南瑤宮救濟院，設施醫、助產二部，嘉惠貧困病患及妊婦。 8月15日，彰化市第三屆市長賴通堯就職。 本市西門大排水溝完成。 |
| 1958 | 民國47年 | 9月27日，彰化竹田合作農場授田典禮在本市舉行。 |
| 1959 | 民國48年 | 2月21日，第四屆市民代表會成立，代表33名，林炳煌蟬聯主席，唐瀛松當選副主席。 8月7日，台灣中南部發生空前大洪水，史稱「八七水災」。乃因大肚溪潰決，本市汪洋一片，損失慘重。 9月4日，魯依絲颱風過境，中部豪雨，本市民眾遷地避難。 |
| 1960 | 民國49年 | 4月28日，彰化地下水開發工程舉行動土典禮。 8月15日，彰化市第四屆市長賴通堯就職。 9月，國聖里被中國農村復興委員會與彰化縣居民生活建設輔導委員會指定為民生建設實驗里。 雪莉颱風造成風災。 |
| 1962 | 民國51年 | 1月21日，第五屆市民代表會成立，代表28名，邱垂淋當選主席，黃恬安為副主席。 4月，彰化縣議會新廈落成，縣議會由中山堂遷入新址，中山堂由市民代表會接管。 11月1日，台灣高等法院台中分院成立，本市為其轄區。 |
| 1963 | 民國52年 | 4月5日，彰化縣彰化市平和國民小學遷校至西安里。 |
| 1964 | 民國53年 | 3月3日，八卦山牌樓完成。 8月15日，彰化市第五屆市長王山就職。 9月13日，舉辦第六屆全市運動大會。 12月20日，辦理第六屆市民代表選舉。 大竹國校國聖分班成立。 |
| 1965 | 民國54年 | 1月21日，第六屆市民代表會成立，黃恬安當選主席，王紹義為副主席。 4月18日，辦理第八屆里長選舉。 6月起，辦理更換新式國民身分證。 7月，開始徵集未訓補充兵遞增常備兵役。 9月，奉令辦理未及齡男子提前入營制度。 11月13日，烏坵海戰，本市籍戰士蘇子東烈士壯烈成仁。 12月8日，舉行蘇子東追悼會，安靈八卦山忠靈塔。 台灣化學纖維工廠在本市設立，動土興建。 |
| 1966 | 民國55年 | 3月21日，蔣中正連任第四任總統，舉行全市民間藝術團體提燈遊行。 4月1日，暫住南瑤宮之警備司令部軍隊遷出，房舍收回，供香客使用。 5月20日，發動全市民間藝術團體，慶祝蔣中正就職大典，並舉行提燈遊行。 6月底，本市與國家退除役官兵就業輔導委員會合作建設之堆肥廠，全部完工。 全面實施影印戶籍謄本。 8月15日，堆肥廠正式開工生產。 |
| 1967 | 民國56年 | 石錫勳等數十人涉及彰化事件。 |
| 1968 | 民國57年 | 3月1日，彰化市第六屆市長賴志騰就職。 6月1日，第七屆市民代表會成立，代表28名，陳朝聰當選主席，陳萬火為副主席。 9月1日，全省九年國教開始實施，全省各縣市立中學一律改稱國民中學。本市設彰化、彰安、陽明等三所國民中學（原縣立彰化女子商職原址改制為陽明國中）。 |
| 1969 | 民國58年 | 7月1日，彰化市戶政事務所成立，戶政業務由原民政機關掌移交警察機關統一管轄。 9月，辦理戶政法令擴大宣傳，績效良好，列為全縣第一。 |
| 1970 | 民國59年 | 2月21日，二水至彰化間32公里雙軌鐵路舖設完成。 10月24日，省主席陳大慶蒞臨彰化火車站，為彰化、台南雙軌鐵路通車典禮剪綵。 舉辦第一屆台灣區媽祖金像獎少棒賽，配合政府改善民俗，將祭典費移充少棒費用。 |
| 1971 | 民國60年 | 5月20日，行政院通過成立台灣省立教育學院於本市。 12月，南瑤宮第三殿改建為凌霄寶殿開工。 |
| 1972 | 民國61年 | 3月31日，衛生隊與水肥處理委員會合併成立彰化市清潔隊。 |
| 1973 | 民國62年 | 4月1日，第七屆市長王紹義就職。 11月1日，第八屆市民代表會成立，22名代表選出黃火為主席，許雨霖為副主席。 |
| 1976 | 民國65年 | 10月，中華路橋通車啟用。 |
| 1977 | 民國66年 | 12月30日，彰化市第八屆市長王紹義就職。 |
| 1978 | 民國67年 | 3月20日，本市92里整編為70里。 8月1日，第九屆市民代表會成立，23名代表選出陳萬火為主席，許雨霖為副主席。 |
| 1979 | 民國68年 | 7月22日，中華商場啟用。 |
| 1980 | 民國69年 | 6月，中央路橋通車啟用。 7月1日，省立教育學院奉令改制為國立。 |
| 1981 | 民國70年 | 4月3日，本市南門市場大火，百餘商戶被焚，財務損失在一億元以上，幸無人傷亡。 |
| 1982 | 民國71年 | 3月1日，彰化市第九屆市長陳駿青就職。 8月1日，第十屆市民代表會成立，22名代表選出柯遜鎗為主席，莊漢栢為副主席。 |
| 1983 | 民國72年 | 9月，市民代表會議事大樓，招商承包，施工興建五層大廈。 11月24日，彰化市長陳駿青與美密西根州懷俄明市長哈羅德·依勝葛簽署締結姊妹市盟約。 |
| 1984 | 民國73年 | 7月1日，省立彰化工業職業學校改隸為國立台灣教育學院，更名國立台灣教育學院附屬高級工業職業學校。 11月17日，彰化市市長陳駿青與菲律賓丹轆省丹轆市市長伯納多·俞涯簽署締結姊妹市盟約。 |
| 1985 | 民國74年 | 6月，彰化基督教醫院南郭醫療中心開幕。 韋恩強烈颱風來襲，市區損失嚴重，市營火葬場亦因風災倒塌。 |
| 1986 | 民國75年 | 2月24日，台化公司硫化氫外洩，造成3人死亡。 3月11日，第十屆市長陳文騰就職。 4月1日，市民代表會廳舍落成啟用。 4月7日，彰化市市長陳文騰與美加州聖博市市長珍·芭瑞絲簽署締結姊妹市盟約。 8月1日，第11屆市民代表會成立，23名代表推選柯遜鎗為主席，溫國銘為副主席。 |
| 1987 | 民國76年 | 4月14日，彰化市漁市場管理委員會改組為彰化市漁市場股份有限公司。 |
| 1989 | 民國78年 | 8月1日，國立台灣教育學院改制國立彰化師範大學。其附屬高級工業學校改稱國立彰化師範大學附屬高級工業職業學校。 12月20日，縣長周清玉就職。 |
| 1990 | 民國79年 | 3月1日，彰化市第11屆市長葉滿盈就職。 8月1日，第12屆市民代表會成立，23名代表，推選溫國銘為主席，張守鎮為副主席。 |

參考書目：周國屏等編纂，《彰化市志》下冊，大事紀，1997年，彰化：彰化市公所。